# 小米12S
小米12S系列是小米集团于北京时间2022年7月4日19时许在中国北京小米科技园发布的智能手机系列，包括小米12S、小米12S Pro及小米12S Ultra三款机型。这一系列是小米12系列的半代升级系列，与小米12系列一同组成小米手机数字系列的第十一代机型系列。
相对于2021年12月发布的小米12系列，小米12S系列将小米12系列搭载的高通骁龙8平台升级为了高通骁龙8+平台，并对基础款的小米12S的主摄进行升级。定位高端的小米12S Ultra则在采用新款主摄镜组的同时，在后置相机组的外观设计上进行了创新。全部小米12S系列均搭载与徕卡联合调试的影像算法，从而适配多场景多风格的摄录需要。

## 简介
小米12S正面采用了一块6.28英寸（对角线）20:9比例柔性AMOLED显示屏，前置相机位于屏幕正上方，为屏幕打孔式布置。手机正面左右两侧采用弧面设计，背部左上角设置三枚摄像头和一枚LED补光灯，大体呈圆角矩形排列。后盖采用AG工艺的玻璃材质或皮质质感的聚碳酸酯塑料材质，边框则采用了喷砂着色工艺的6000系铝合金边框。性能方面，小米12S采用了高通骁龙8+ Gen1 SoC、LPDDR5规格的RAM以及UFS3.1双通道标准的闪存存储，并首次在标准款机型上提供512GB存储容量的版本可选。
小米12S Pro作为小米12S的进阶款机型，屏幕由6.28英寸提升至6.73英寸（对角线），但与小米12S一同为正上方屏幕打孔式布置的前置相机。除屏幕及机身大小之外，小米12S Pro的外观元素均与小米12S一致；小米12S Ultra作为小米12S系列的顶阶机型，屏幕尺寸、机身的长、宽尺寸以及性能配置均与小米12S Pro保持一致，厚度则有些许增加，从而容纳更大的相机模组。

## 硬件

### 外观

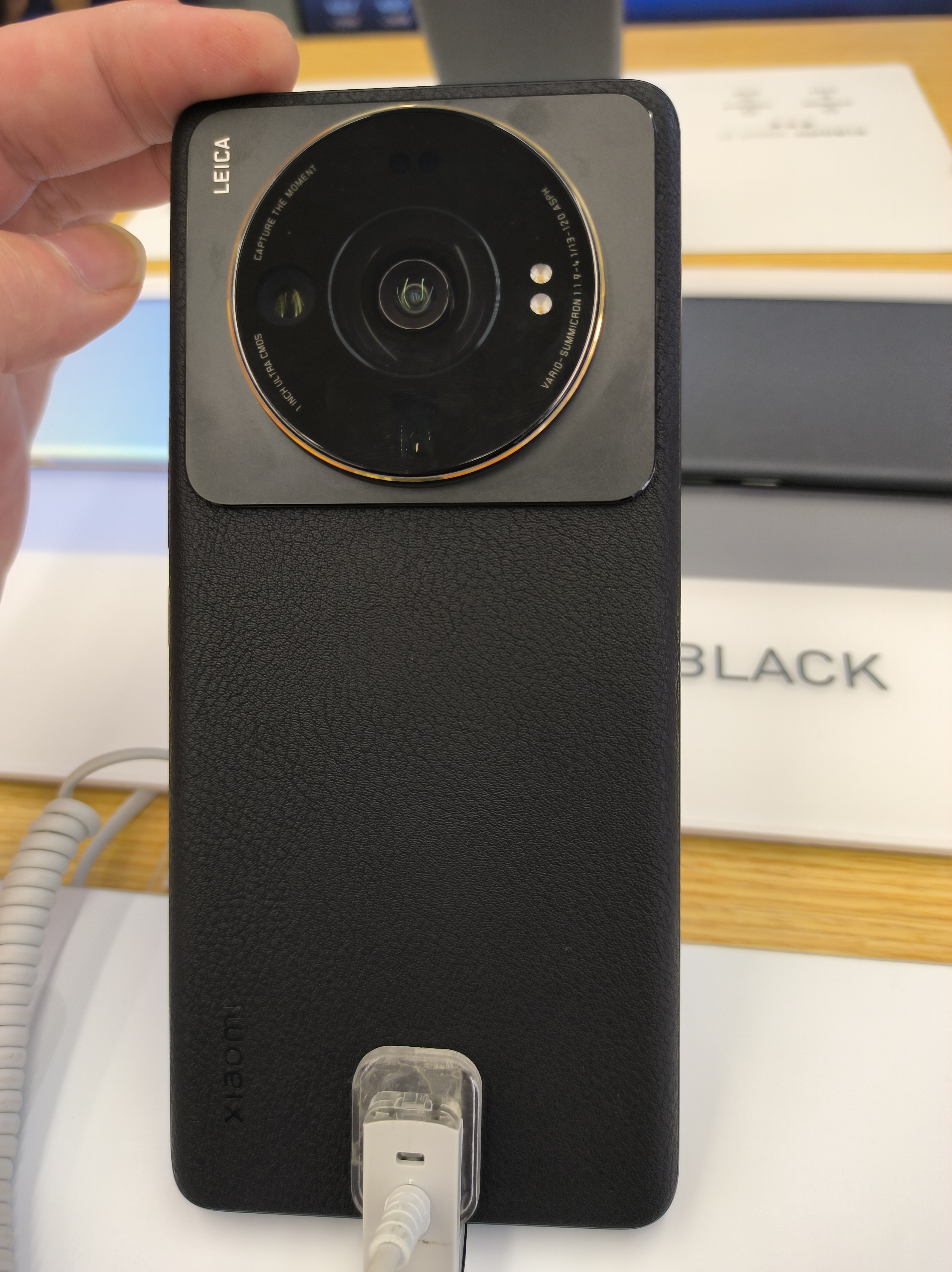
小米12S Ultra的机身背部

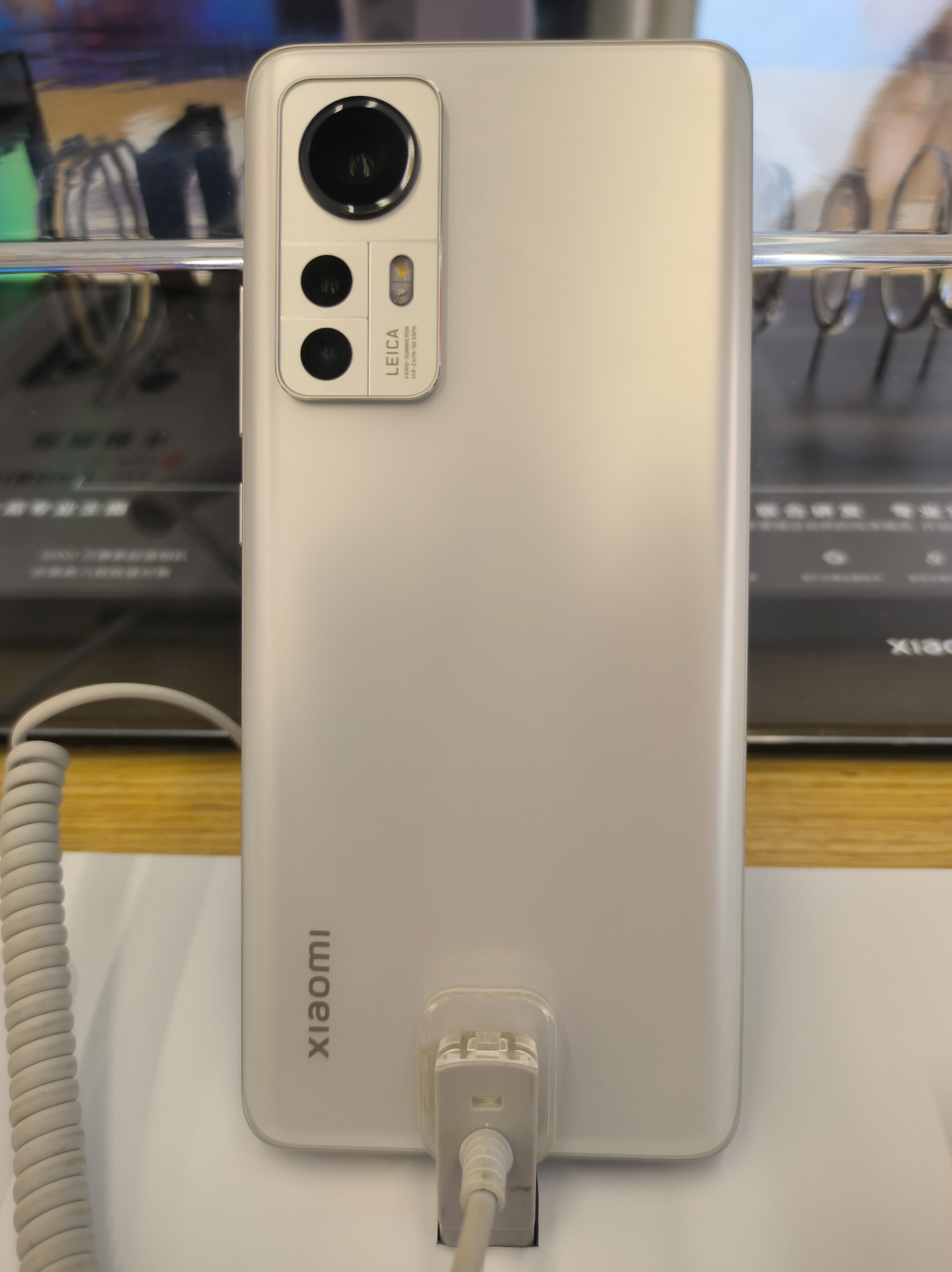
小米12S白色款的背部设计

小米12S系列各款机型在机身尺寸及重量上均与小米12系列保持一致，沿用了20:9的屏幕比例以及经过优化后的左右收弧设计。侧边框依然为铝合金材质，机身四周设有通信天线溢出带，通过与边框颜色相近的塑料注塑填充。边框上部设有降噪麦克风、红外发射窗口及顶部副扬声器（集成听筒功能），右侧设有音量加减键及开关屏/电源键，下部设有SIM卡槽托架及弹出插孔、USB Type-C接口及主扬声器开孔，左侧则不设置任何开口。
除小米12S Ultra之外，小米12S系列的背部采用AG工艺的玻璃材质或皮质质感的聚碳酸酯塑料材质，后盖左上角为后置相机组区域，整体呈圆角较小的圆角矩形，相机区域圆角与机身边框圆角保持近似一致。相机区域设有三颗摄像头，布置格局与小米12保持一致。主摄像传感器位于左上角较大的圆孔内，广角传感器、微距传感器或长焦传感器则位于这一圆孔左下方竖置排布，主摄像传感器右下角则为补光灯、后置光线传感器及LEICA等字样，三颗镜头间使用三条蚀刻线彼此分隔作为相机组盖板点缀。机身左下角设置小米集团拼音logo“XIAOMI”字样，呈竖置布局。
与小米12S系列其余两款机型不同，小米12S Ultra的背部则采用了与相机类似的设计，背部上方近半均被一矩形区域占据，矩形区域内切一金色圆环，金色圆环的尺寸与徕卡相机的镜头尺寸近似。圆环内部布置三枚摄像镜组及其辅助传感器，大致呈十字型排布，矩形区域左上角另有LEICA的丝印。机身左下角同样设置小米集团拼音logo“XIAOMI”字样，呈竖置布局。
小米12S、小米12S Pro均提供黑色、紫色及白色三款采用玻璃后盖的配色以及采用素皮材质的原野绿配色，调色均采用了莫兰迪色系；小米12S Ultra则仅提供黑色及暗绿色两款配色，均采用环保有机硅素皮材质。

### 屏幕
小米12S采用了6.28英寸（对角线）的AMOLED柔性显示屏，由华星光电供应。其支持1100nit的峰值亮度、120Hz的刷新率、240Hz的触控采样率，最高支持2400×1080的分辨率，像素密度（PPI）为419；小米12S Pro及小米12S Ultra则采用了一块6.73英寸的柔性AMOLED显示屏，由三星显示供应，为三星第五代AMOLED基材（E5)。其最高支持3200*1440的显示分辨率，像素密度为522，支持最高1500nit的亮度。
三款机型的显示面板均为钻石或类钻石型子像素排列，并支持DCI-P3色域。

### 芯片及存储
小米12S全系采用了新一代的骁龙8+处理器（即骁龙8+ Gen 1，部件代号SM8475），为台积电4nm工艺制程，CPU部分由1颗最高主频为3.2GHz的大核心、3颗最高主频为2.75GHz的中核心以及4颗最高主频为2.0GHz的小核心组成，GPU部分则采用了最高主频为900MHz的Adreno 730，同时集成支持双卡5G驻网的X65基带。
存储方面，小米12S系列在SoC上方封装了8GB或12GB的LPDDR5规格的RAM，全系均提供有256GB或512GB的存储容量可选，小米12S及小米12S Pro另有128GB规格可选，规格均为UFS3.1。

### 摄像模组
小米12S及小米12S Pro的主镜头采用了索尼提供的IMX707传感器，像素数量为5000万，默认拍摄模式采用1250万像素进行输出。光圈值为f/1.9，感光面积为1/1.28英寸，焦距为等效24毫米。此外，小米12S还搭载了一颗1300万像素的超广角传感器（由豪威科技供应，OV13B10），支持最大123°的广角拍摄，光圈为f/2.4，另有一颗500万像素的长焦微距传感器（由三星供应，S5K5E9），可实现对细小物体的拍摄；小米12S Pro则另有一颗5000万像素的超广角传感器（广角值115°）及一颗5000万像素的长焦传感器（焦距为等效48毫米），二者均采用由三星电子提供的S5KJN1传感器。
小米12S Ultra的主镜头则采用了索尼与小米联合研发的IMX989传感器，感光面积为1英寸，光圈值为f/1.9，像素数量为5000万，默认拍摄模式亦采用1250万像素进行输出，焦距为等效23毫米。此外，小米12S Ultra另搭载一颗4800万像素的超广角镜头（128°，f/2.2，等效13毫米焦距）和一颗4800万像素的潜望式长焦镜头（f/4.1，等效120mm焦距），这两颗镜头均采用了感光面积为1/2英寸的索尼IMX586传感器。
前置摄像方面，小米12S及小米12S Pro均采用由豪微电子提供的OV32B40传感器，像素数量为3200万，支持1080P 30/60帧、720P 30帧视频录制，并支持一系列美颜功能；小米12S Ultra采用由豪威电子提供的OV32C传感器，感光面积为1/3.2英寸，像素数量3200万，支持1080P 30帧、720P 30帧视频录制，并支持一系列美颜功能。

### 其他功能
充电方面，小米12S及小米12S Ultra均支持基于小米Mi Turbo Charge协议的最高67W功率的有线充电（20V 3.25A MAX），小米12S Pro则支持基于小米Mi Turbo Charge协议的最高120W功率的有线充电（20V 6A MAX）。全系均支持50W功率的无线充电以及最高10W功率的反向无线充电。
此外，小米12S Pro在主板电源模块内搭载了两颗由小米自研、上海南芯代工生产的电源管理芯片澎湃P1（部件编码SC8561），可为小米12S Pro提供高功率电流输入；小米12S Ultra则在电池部件中加入了澎湃G1电源管理芯片，可实时监控电池状态。
音响系统方面，全系均搭载了立体声双扬声器，其中小米12S的扬声器腔体尺寸为：上1115金属封装，下1115注塑封装；12S Pro（以及小米12 Pro天玑版）为上1115K，下1216G；12S Ultra上下均为1115K。Ultra供应商为歌尔，其余均为瑞声。小米12S全系不支持3.5mm音频插头的直接接入，需通过另行购置的转换线进行连接。
近距离通信方面，三款机型均支持蓝牙5.2。同时，三者均支持多功能NFC以及红外遥控功能，可使用遥控类APP对支持红外控制的电器设备进行控制。
2022年7月底，有人对小米12S Ultra拆机时发现内部含有一颗有“C2”字样和小米logo的芯片。疑为一年前MIX FOLD上澎湃C1影像芯片的迭代。小米至今对此只字未提。

### 技术规格
| 参数及功能项\机型    | 参数及功能项\机型    | 小米12S                                                                                       | 小米12S Pro                                                                                            | 小米12S Ultra                                                                                          |
| -------------------- | -------------------- | --------------------------------------------------------------------------------------------- | --- | --- |
| 固件代号             | 固件代号             | mayfly                                                                                        | unicorn                                                                                                | thor                                                                                                   |
| 发布日期             | 发布日期             | 2022-7-4                                                                                      | 2022-7-4                                                                                               | 2022-7-4                                                                                               |
| 尺寸（长/宽/厚，mm） | 尺寸（长/宽/厚，mm） | 152.7×69.9×8.16(玻璃后盖)/8.66(素皮后盖)                                                      | 163.6×74.6×8.16(玻璃后盖)/8.66(素皮后盖)                                                               | 163.17×74.97×9.06                                                                                      |
| 重量（g）            | 重量（g）            | 180(玻璃后盖)/179(素皮后盖）                                                                  | 204(玻璃后盖)/203(素皮后盖)                                                                            | 225 |
| 屏幕                 | 屏幕                 | 6.28英寸 20:9比例 华星光电制2400×1080 AMOLED 柔性曲面屏幕 支持120Hz屏幕刷新率/240Hz触控采样率 | 6.73英寸 20:9比例 三星显示制3200×1440 LTPO 2.0 AMOLED 柔性曲面屏幕 支持120Hz屏幕刷新率/240Hz触控采样率 | 6.73英寸 20:9比例 三星显示制3200×1440 LTPO 2.0 AMOLED 柔性曲面屏幕 支持120Hz屏幕刷新率/240Hz触控采样率 |
| 前置摄像头           | 前置摄像头           | 3200万像素（豪微OV32B40） 正上方屏幕内挖孔布置                                                | 3200万像素（豪微OV32B40） 正上方屏幕内挖孔布置                                                         | 3200万像素（豪微OV32C） 正上方屏幕内挖孔布置                                                           |
| 后置摄像模组         | 主摄                 | 5000万像素（索尼IMX707） 1/1.28英寸 单像素1.22μm f/1.9 支持光学防抖                           | 5000万像素（索尼IMX707） 1/1.28英寸 单像素1.22μm f/1.9 支持光学防抖                                    | 5000万像素（索尼IMX989） 1英寸 f/1.9 支持光学防抖                                                      |
| 后置摄像模组         | 广角                 | 1300万像素（豪威科技OV13B10） f/2.4                                                           | 5000万像素（三星电子S5KJN1） 1/2.76英寸 f/2.2 115°                                                     | 4800万像素（索尼IMX586） 1/2英寸 f/2.2 自动对焦                                                        |
| 后置摄像模组         | 长焦                 | /                                                                                             | 5000万像素（三星电子S5KJN1） 1/2.76英寸 f/1.9 等效48毫米焦距                                           | 4800万像素（索尼IMX586） 1/2英寸 f/4.1 等效120毫米焦距                                                 |
| 后置摄像模组         | 长焦微距             | 500万像素（三星S5K5E9）                                                                       | / | / |
| 芯片平台             | 芯片平台             | 高通骁龙8+ Gen 1 （SM8475）                                                                   | 高通骁龙8+ Gen 1 （SM8475）                                                                            | 高通骁龙8+ Gen 1 （SM8475）                                                                            |
| 支持网络             | 支持网络             | GSM/WCDMA/TDD/FDD/5G NR（SA/NSA）                                                             | GSM/WCDMA/TDD/FDD/5G NR（SA/NSA）                                                                      | GSM/WCDMA/TDD/FDD/5G NR（SA/NSA）                                                                      |
| 运行内存（RAM）      | 运行内存（RAM）      | 8/12GB LPDDR5 3200MHz                                                                         | 8/12GB LPDDR5 3200MHz                                                                                  | 8/12GB LPDDR5 3200MHz                                                                                  |
| 闪存存储（ROM）      | 闪存存储（ROM）      | 128/256/512GB UFS3.1                                                                          | 128/256/512GB UFS3.1                                                                                   | 256/512GB UFS3.1                                                                                       |
| 记忆卡扩展           | 记忆卡扩展           | 不支持                                                                                        | 不支持                                                                                                 | 不支持                                                                                                 |
| 充电功率             | 有线                 | 包装附带最高充电功率为67W的电源适配器 支持最高67W的直流电输入（20V 3.25A MAX）                | 包装附带最高充电功率为120W的电源适配器 支持最高120W的直流电输入（20V 6A MAX）                          | 包装附带最高充电功率为67W的电源适配器 支持最高67W的直流电输入（20V 3.25A MAX）                         |
| 充电功率             | 无线                 | 支持最高功率为50W的无线直流电输入                                                             | 支持最高功率为50W的无线直流电输入                                                                      | 支持最高功率为50W的无线直流电输入                                                                      |
| 电池容量（mAh）      | 电池容量（mAh）      | 4500                                                                                          | 4600                                                                                                   | 4860                                                                                                   |
| 多功能NFC            | 多功能NFC            | 支持                                                                                          | 支持                                                                                                   | 支持                                                                                                   |
| 声响                 | 声响                 | 支持USB Type-C接口的音频输出输入设备 对称式立体声双扬声器                                     | 支持USB Type-C接口的音频输出输入设备 对称式立体声双扬声器                                              | 支持USB Type-C接口的音频输出输入设备 对称式立体声双扬声器                                              |
| 数据传输             | 数据传输             | Wi-Fi 6、蓝牙5.2 Wi-Fi 802.11a/b/g/n/ac/ax USB Type-C                                         | Wi-Fi 6、蓝牙5.2 Wi-Fi 802.11a/b/g/n/ac/ax USB Type-C                                                  | Wi-Fi 6、蓝牙5.2 Wi-Fi 802.11a/b/g/n/ac/ax USB Type-C                                                  |
| 红外遥控             | 红外遥控             | 支持                                                                                          | 支持                                                                                                   | 支持                                                                                                   |
| 安全识别方式         | 安全识别方式         | 2D人脸识别+光学屏下式指纹识别                                                                 | 2D人脸识别+光学屏下式指纹识别                                                                          | 2D人脸识别+光学屏下式指纹识别                                                                          |
| 机身材质             | 机身材质             | 铝合金外边框 康宁玻璃或塑料仿皮（PU）材质后盖                                                 | 铝合金外边框 康宁玻璃或塑料仿皮（PU）材质后盖                                                          | 铝合金外边框 塑料仿皮后盖                                                                              |
| 支持配色             | 支持配色             | 黑、白、紫（玻璃后盖） 原野绿（素皮后盖）                                                     | 黑、白、紫（玻璃后盖） 原野绿（素皮后盖）                                                              | 黑、绿                                                                                                 |

## 软件
小米12S全系出厂搭载基于Android 12的MIUI 13操作系统，三者均可通过系统更新升级至后续版本。

## 销售
小米12S系列售价如下：
- 小米12S提供8GB RAM/128GB ROM、8GB RAM/256GB ROM、12GB RAM/256GB ROM、12GB RAM/512GB ROM四个存储组合版本可选，售价分别为3999、4299、4699和5199元[3]；

- 小米12S Pro提供提供8GB RAM/128GB ROM、8GB RAM/256GB ROM、12GB RAM/256GB ROM、12GB RAM/512GB ROM四个存储组合版本可选，售价分别为4699、4999、5399和5899元[3]；

- 小米12S Ultra提供8GB RAM/256GB ROM、12GB RAM/256GB ROM和12GB RAM/512GB ROM三个存储组合版本可选，售价分别为5999、6499和6999元[4]。

小米12S及小米12S Pro于北京时间2022年7月6日10时正式开售，小米12S Ultra则于北京时间2022年7月8日10时正式开售。全系均仅在中国大陆地区（不含香港特别行政区和澳门特别行政区）销售，无海外地区上市计划。